# Park Schaveys
Het Park Schaveys is een park in de Vlaams-Brabantse gemeente Linkebeek.
Dit park is een natuurgebied van 55 ha dat beheerd wordt door het Agentschap Natuur en Bos. De naam is een vernederlandsing van scavée dat uitholling (groeve, cave) betekent.
Er zijn holle wegen, boomgaarden, weilanden, bossen, brongebieden en moerassen. De doterbloem en de slanke sleutelbloem komen er voor.
In het gebied ligt een onderzoekcentrum van het Instituut voor Natuur- en Bosonderzoek dat onder meer studie doet naar kwetsbare vissoorten zoals kwabaal, serpeling, kroeskarper en beekforel.
Hier werd het Hof te Schavei gesticht, een ontginningshoeve die omstreeks 1100 werd gesticht.